# Un giorno perfetto

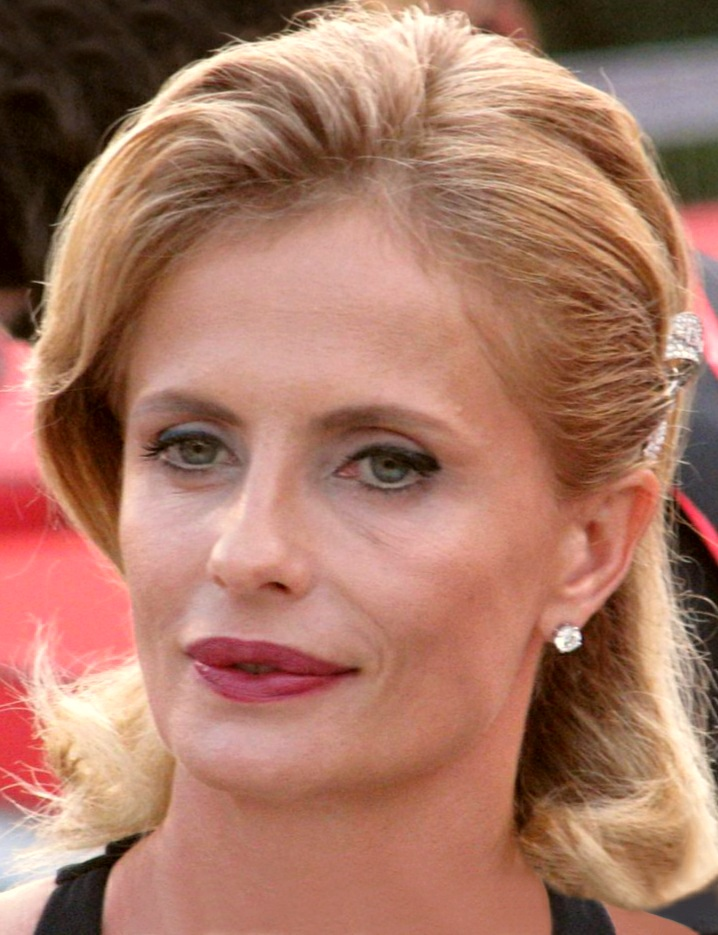
Isabella Ferrari, protagonista del filme.

Un giorno perfetto (traducido al español sería Un día perfecto) es una película de 2008 dirigida por Ferzan Özpetek. Basada en la novela homónima de Melania G. Mazzucco, es una película de tono negro que cuenta una obsesión amorosa que acaba en tragedia. La película está producida por Fandango en colaboración con Rai Cinema y fue presentada en la sección de competición de la 65.ª Mostra de Venecia. Se estrenó en las salas comerciales el 5 de septiembre de 2008.

## Sinopsis
Emma se vuelve a vivir con su madre, junto a sus dos hijos, tras la ruptura de su matrimonio y la separación de Antonio, policía. Antonio se queda a vivir solo en la casa familiar, donde había sido feliz con su familia, no aceptando la pérdida de la esposa e hijos. En el descansillo se oyen disparos y alguien avisa a la policía, que irrumpe en la habitación. La película prosigue contando las 24 horas precedentes al fatal desenlace, 24 horas en las cuales se entrecruzan los destinos de varios personajes.

## Producción
El rodaje comenzó en Roma el 22 de octubre de 2007. Para la interpretación de la madre de Emma, Özpetek pensó primero en la actriz Stefania Sandrelli, que había interpretado el papel de Adriana en la película Yo la conocía bien, de Antonio Pietrangeli . Mientras leía la novela, el cineasta ítalo-turco imaginaba a Javier Bardem en el rol de Antonio, pero se lo propuso a Fiorello, que rechazó. A pesar del rechazo, Fiorello está presente en la película; de hecho, cuando Kevin, el hijo de Emma y Antonio, mira en la televisión La Marche de l'empereur, se puede oír la voz del cómico siciliano, que puso la voz a la escena.
Como en trabajos precedentes, Özpetek tiró de la presencia de su actriz fetiche Serra Yılmaz (presente solo en un cameo) y de otros actores secundarios con los que ya había trabajado, como Milena Vukotic, que había aparecido en No basta una vida, o como Ivan Bacchi, que aparece en El hada ignorante y La ventana enfrente, película en la que interpreta al asistente de Onorevole Fioravanti, Angela Finocchiaro.
La película se abre con una dedicatoria a Maria Clara Jacobelli, manager y directiva de la compañía SIP-Telecom desaparecida en 2007. Jacobelli fue un importante apoyo para que SIP-Telecom ayudara a Özpetek a triunfar en el panorama cinematográfico.

## Sonido
Toda la música fue compuesta por Andrea Guerra y ejecutada por la Orquesta Sinfónica Nacional Checa. Otro cielo es la canción principal de la sección sonora, escrita por Andrea Guerra junto a su padre, Tonino Guerra, e interpretada por Ermanno Giove.

### Canciones
1. Palabras de otoño - 2:32
2. Como las rosas 1:49
3. Vaya Con Dios - Nah neh nah – 2:53
4. En el día perfecto - 2:22
5. Una sombra ligera - 2:12
6. Corre sobre el mar - 1:34
7. Luciano Pereyra - Córdoba sin ti – 3:44
8. Como un saludo - 1:15
9. Vuela en el viento - 1:27
10. Las solas por la noche - 1:30
11. Tiempo que pasa - 1:22
12. Sezen Aksu - Sanýma ýnanma (kývanch k versiyon) - 4:00
13. Un barrilete - 2:27
14. Pasa y no vuelve - 1:31
15. Todos mis días - 2:09
16. En un respiro - 1:05
17. Ermanno Giove - Un altro cielo – 3:57

## Reconocimientos
- 2008 #- Festival de #Venecia
  - Premio Pasinetti a Isabella Ferrari
  - Nominación León de oro a Ferzan Özpetek
- 2009 #- Cinta de plata
  - Nominación Mejor actriz protagonista a Isabella Ferrari